# Dvouzubec trojdílný
Dvouzubec trojdílný (Bidens tripartita) je druh vzpřímené, rozvětvené plevelné byliny z čeledě hvězdnicovitých (Asteraceae), která je nápadná svými nažkami se dvěma nebo třemi zuby se zpětnými háčky, kterými se zachycují za oděv nebo srst zvířat.

## Rozšíření
Rostlina je domovem v Evropě a střední a východní Asii. Druhotně se rozšířila do Severní Ameriky, Austrálie, na Nový Zéland i Filipíny. Vyžaduje vlhké prostředí, zamokřená pole, obnažená dna rybníků, s úspěchem vyrůstá podél řek, příkopů a okolo vodních nádrží. Vyhovují ji písečné, hlinitopísčité i neutrální až kyselé půdy, snáší nepravidelné zaplavování i mírné zastínění. V České republice je dvouzubec trojdílný původní druh, rozšířen je po celém území.

## Popis
Jednoletá rostlina vzpřímeného vzrůstu s holou nebo ochlupenou lodyhou vyrůstající z vřetenovitého přímého nebo šikmo rostoucího kořene. Vysoká bývá obvykle 10 až 60 cm, nezřídka však i 1 metr a více, silně se vstřícně větví. Mnohdy červeno-hnědě zbarvená lodyha obrůstá protistojnými kalně zelenými listy s křídlatými řapíky dlouhými 5 až 15 mm. Čepele listů dlouhé 40 až 80 cm a široké 15 až 40 cm jsou 3 až 5 dílné, (na slabých jedincích i nedělené), jednotlivé laloky jsou vejčitě deltoidního tvaru, prostřední má někdy 3 úkrojky, vzácně jsou celistvé. U báze jsou klínovité, na konci zašpičatělé. Po obvodu jsou zubaté, zuby směřující dopředu.
Vzpřímené nebo převislé květní úbory na stopkách dlouhých 10 až 40 mm mají v průměru 10 až 25 mm, vyrůstají osamoceně na koncích větviček. Květní lůžko obsahuje okolo 55 vnitřních trubkovitých květů s 5 hnědožlutými korunními plátky a bledými prašníky. Vnější jazykovité květy v převážné míře chybí. Kvete od července do října. Zákrov je dvouřadý, vnitřní šupinaté hnědé listeny se zeleným lemem jsou oválného tvaru a dlouhé asi jako úbor. Vnější listeny, v počtu 5 až 8, svým tvarem i barvou podobné listům, jsou podlouhlé a úbor daleko přesahují.
Plodem je zploštělá hnědozelená jednosemenná nažka dlouhá 8 až 11 mm, která má po výrazně rýhovaných bocích zahnuté ostny. Na vrcholku má místo chmýří většinou dvě nebo tři tvrdé osiny (zuby) poseté háčky nazpět zahnutými. Těmi se v přírodě nažky zachycují za srst zvířat, která takto nevědomě roznášejí semena po okolí.

## Význam
Dvojzubce třídílného se dříve používalo k výrobě žlutého barviva, kterým se obarvovala příze nebo se v čínské medicíně používal k léčbě úplavice. V současnosti je jako léčivá droga ke koupi i v ČR sušená nať, jejíž nálev má mj. působit močopudně, potopudně, antialergicky, antirevmaticky a při chorobách kůže. Obecně je považován za plevel, který se rychle množí a zarůstá neobdělávané nebo alespoň nekosené pozemky.

## Galerie

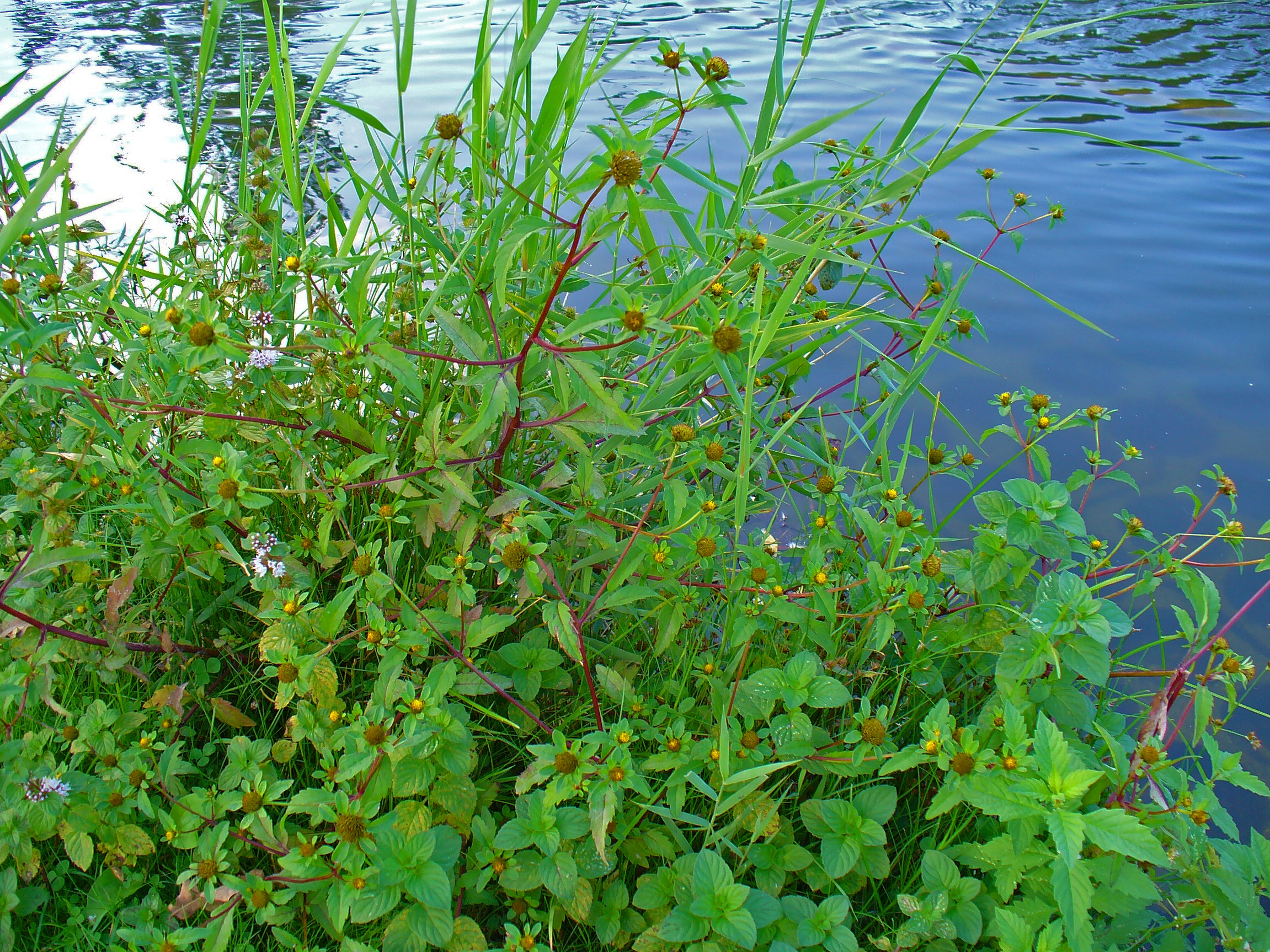
Obvyklý výskyt
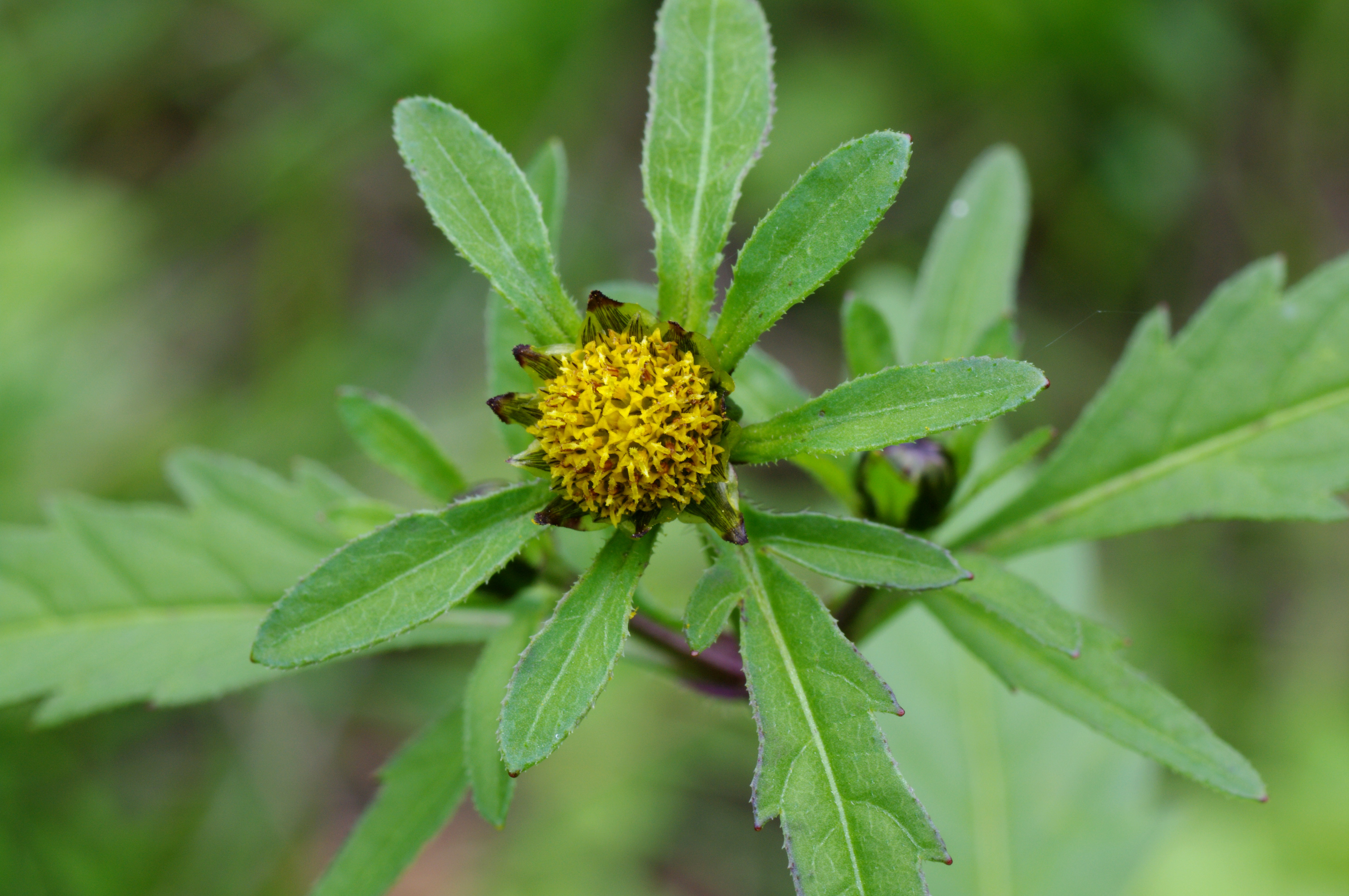
Úbor, listeny zákrovu a listy
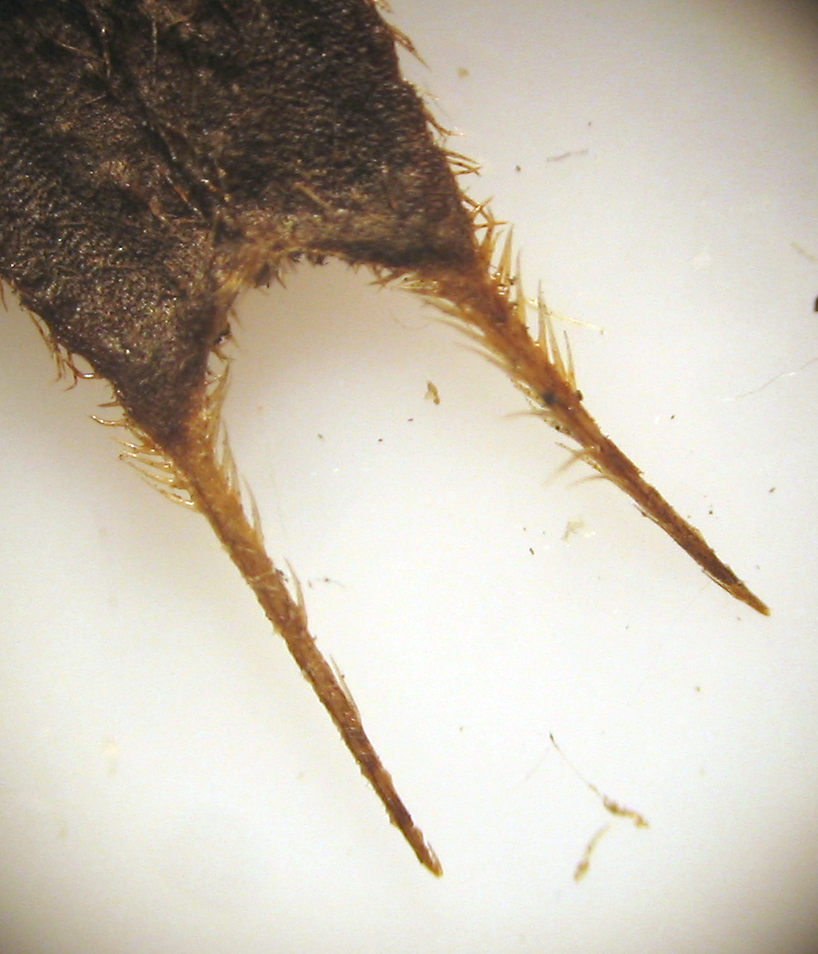
Zvětšené zuby nažky